# Niezależny Samorządny Związek Zawodowy Rolników Indywidualnych „Solidarność Chłopska”
NSZZ Rolników Indywidualnych „Solidarność Chłopska” – rolniczy wolny związek zawodowy powstały w PRL w październiku 1980 na fali wydarzeń sierpniowych. Jego przywódcą był Piotr Bartoszcze.
W 1981 wraz z NSZZ Rolników Indywidualnych „Solidarność Wiejska” i Chłopskimi Związkami Zawodowymi utworzył NSZZ Rolników Indywidualnych „Solidarność”.